# Halichondria renieroides
Halichondria renieroides är en svampdjursart som först beskrevs av Robert Fredric Fredrik Fristedt 1887.  Halichondria renieroides ingår i släktet Halichondria och familjen Halichondriidae.
Artens utbredningsområde är Norra Ishavet. Inga underarter finns listade i Catalogue of Life.